# Asesinato de Banaz Mahmod
Banaz Mahmod (Qaladiza, Irak; 16 de diciembre de 1985 - Londres, 24 de enero de 2006) fue una joven kurda iraquí de 20 años residente en el barrio londiense de Mitcham que fue asesinada por orden de su familia en un supuesto crimen de honor por haber puesto fin a un matrimonio forzado, violento y abusivo y haber iniciado una relación con alguien de su elección. Su padre, su tío y tres primos fueron condenados posteriormente por su asesinato.

## Antecedentes

### Familia
Los Mahmod eran una familia kurda iraquí estrictamente tradicional de la zona tribal rural mirawdale de Qaladiza, en el Kurdistán iraquí. Mahmod Babakir Mahmod y su esposa Behya tenían un hijo y cinco hijas. La familia solicitó asilo en el Reino Unido en 1995, cuando Banaz tenía diez años. Mahmod era el mayor de cuatro hermanos que vivían en el sur de Londres; aunque era el mayor, el papel de cabeza de familia lo asumía su hermano menor, Ari Agha Mahmod.
La hermana mayor de Banaz tuvo un matrimonio concertado, al igual que su hermana menor Payman, que se casó a los 16 años con un hombre quince años mayor que ella. Bekhal, dos años mayor que Banaz, huyó del hogar familiar en 2002 y pasó un tiempo en acogida. Las cuatro hijas mayores, incluida Banaz, habían sido sometidas a mutilación genital. Bekhal denunció haber sido víctima de abusos físicos y amenazas por mezclarse con personas que su familia no aprobaba y experimentar con ropa y peinados occidentales. Contó que intentaron matarla y que su padre amenazó con matar a su madre, a sus hermanas y a él mismo si no regresaba al hogar familiar. En lugar de regresar a casa, Bekhal vivió escondida, en constante movimiento y sin salir de casa sin llevar un velo integral. El hecho de que Mahmod Babakir Mahmod no controlara a Bekhal se consideró una debilidad dentro de la comunidad kurda, por lo que fue sometido a cierto ostracismo.

### Línea temporal
A los 16 o 17 años, Banaz fue obligada a contraer matrimonio con un hombre de Qaladiza, la ciudad natal de la familia kurda. Según ella, era 10 años mayor que ella, analfabeto y anticuado; describió su mentalidad como algo de "cincuenta años antes". Durante su matrimonio, Banaz se puso en contacto con la policía y denunció que la habían violado y golpeado en múltiples ocasiones. Su familia era consciente de la violencia que sufría, pero le dijo que dejar a su marido les avergonzaría. A pesar de ello, y de que los malos tratos continuaban, Banaz acabó abandonándolo tras dos años de matrimonio; regresó al domicilio familiar en julio de 2005 e inició una relación con una persona elegida por ella, de nombre Rahmat Sulemani.
Tanto el tío de Banaz, Ari Agha Mahmod, como su padre Mahmod desaprobaban sus acciones y habían sido informados de que Banaz y Rahmat habían mantenido una relación a pesar de sus afirmaciones en sentido contrario. El 2 de diciembre de 2005, se celebró una reunión en casa de Ari Agha Mahmod en la que se acordó que ambos debían morir por avergonzar a la familia y a la comunidad.
Temiendo por su seguridad, Banaz acudió a la policía para denunciar que su tío había amenazado con matarla a ella y a su novio; al parecer, se enteró del complot tras escuchar una llamada telefónica entre su tío y su madre el 2 de diciembre. El 12 de diciembre, entregó una carta en la comisaría de Wimbledon en la que nombraba a quienes, según ella, estaban dispuestos a matarla.
En Nochevieja, la policía fue llamada a un café de Wimbledon, donde Banaz había llegado angustiada diciendo que su padre había intentado matarla. Estaba bajo los efectos del alcohol, que su padre le había hecho beber, y tenía heridas en las manos, ya que había roto una ventana durante su huida. Aunque el personal de la cafetería y del hospital describió a Banaz como una mujer angustiada y aterrorizada, la policía que la interrogó, la agente Angela Cornes, no la creyó. Se refirió a ella como "manipuladora" y "melodramática", y quiso acusarla de daños criminales por romper la ventana. Mientras estaba en el hospital, Banaz contó los hechos a su novio, que los grabó en su teléfono y más tarde los entregó a la policía.
El 22 de enero intentaron secuestrar a Rahmat Sulemani. Tanto ella como Rahmat denunciaron el incidente por separado, y estaba previsto que Banaz Mahmod regresara a la comisaría el 24 de enero, hecho que nunca se produjo.

## Asesinato
La mañana del 24 de enero de 2006, los padres de Banaz salieron del domicilio familiar para llevar a su hija menor al colegio e ir de compras, dejando a Banaz dormida en el salón. Mohamad Marid Hama, Mohammed Saleh Ali y Omar Hussain llegaron a la vivienda poco después; según grabaciones encubiertas de Hama hablando con un visitante mientras estaba en prisión preventiva, el trío sometió a Banaz a más de dos horas de violación y tortura antes de estrangularla con una ligadura.
El cadáver de Banaz fue introducido en una maleta, transportado a una casa de Handsworth, Birmingham, y enterrado en el jardín.

## Investigación
El 25 de enero de 2006, Banaz fue dada por desaparecida por Sulemani, que temía por su bienestar tras no poder ponerse en contacto con ella. En un principio, la policía no se tomó en serio la denuncia. Sus padres se presentaban como una familia tolerante y tranquila, afirmaban que Banaz pasaba a menudo la noche fuera de casa e insistían en que no era una persona desaparecida. Sin embargo, Rahmat insistió, "acosando" a la policía para que actuara.
En consecuencia, se entrevistó a sus padres y a su tío y se registraron sus domicilios. Las entrevistas revelaron incoherencias en el relato original de los padres y el análisis de los registros telefónicos de Sulemani indicó que el padre de Banaz no era el padre indulgente que decía ser. El cotejo con los numerosos contactos que Banaz ya había mantenido con la policía permitió elaborar una lista de personas de interés.
La investigación fue asumida por el Mando de Homicidios y Delitos Graves de la Policía Metropolitana y dirigida por la detective inspectora jefe Caroline Goode. Partiendo inicialmente de la hipótesis de que Banaz estaba viva y retenida contra su voluntad, se llevó a cabo una operación de búsqueda y captura. Se llevaron a cabo redadas simultáneas en propiedades de todo el país, pero no había rastro de Banaz. Su teléfono no estaba activo desde última hora del 23 de enero y su cuenta bancaria permanecía intacta.
El padre y el tío de Banaz, junto con otros posibles sospechosos, fueron detenidos. Todos se mostraron poco cooperativos en los interrogatorios y los detectives se encontraron con intentos de miembros de la comunidad kurda en general de frustrar la investigación y proteger a los implicados.
A pesar de la obstrucción de la comunidad, el 4 de febrero de 2006, Mohamad Marid Hama fue acusado de asesinato. Para tomar esta decisión fue decisiva la identificación positiva de Hama por parte de Sulemani como uno de los que habían intentado secuestrarle anteriormente y que habían amenazado con matarle a él y a Banaz. Mientras estaba detenido, Hama fue grabado en secreto jactándose de su papel y del rol de otros en el asesinato de Banaz y en la eliminación de su cadáver. Implicó directamente a su tío, Ari Agha Mahmod, y a sus primos, Mohammed Saleh Ali, Omar Hussain y Dana Amin. Las grabaciones, junto con los datos de seguimiento de teléfonos y vehículos, permitieron localizar los restos de Banaz, cuyo cadáver fue hallado el 28 de abril de 2006.
El 1 de mayo de 2006, el tío de Banaz, Ari Agha Mahmod, fue acusado de asesinato; unos meses más tarde, en agosto, el padre de Banaz, Mahmod Babakir Mahmod, también lo fue.

### Funeral
Tras afirmar inicialmente que el funeral de Banaz tendría lugar en la mezquita de Regent's Park, la familia se dirigió a una mezquita de Tooting. La inspectora encargada del caso, Caroline Goode, declaró: "Nos habían mentido deliberadamente para evitar que estuviéramos presentes [...] cuando llegamos [a Tooting] era obvio que no se habían hecho planes para un funeral [...] la familia se había plantado allí sin previo aviso [...] Entraron para rezar, dejando el cuerpo de su hija [...] en un camino lateral. No me cabe la menor duda de que sólo nuestra presencia obligó a la familia a celebrar un funeral".
Banaz fue enterrada en el cementerio conjunto de Merton, en Morden; su familia dejó la tumba sin marcar.
El 26 de junio de 2007, se celebró una misa en memoria de Banaz en el Morden Assembly Hall, tras la cual se colocó una lápida de granito en su tumba. Su familia no asistió a ninguna de las dos ceremonias. La compra de la lápida fue organizada por la Organización para los Derechos de las Mujeres Iraníes y Kurdas (IKWRO) liderada por Diana Nammi; entre las personas que contribuyeron se encontraban agentes de policía y el fiscal principal, Nazir Afzal.

### Extradición
Tanto Mohammed Saleh Ali como Omar Hussain tuvieron que huir al Kurdistán iraquí tras el asesinato.
En octubre de 2007 se notificó a Scotland Yard que Ali estaba detenido en Solimania, donde había matado a un adolescente en un atropello con fuga. Fue extraditado en junio de 2009, en lo que constituyó la primera extradición de Irak al Reino Unido, una operación que la inspectora Goode calificó de "histórica desde el punto de vista jurídico".
Hussain se había estado escondiendo en una zona remota de Irak protegido por sus hermanos, uno de los cuales era peshmerga y el otro miembro de los servicios de seguridad de la Asayish. Durante una disputa con uno de sus hermanos en diciembre de 2009, recibió un disparo en la pierna y fue debidamente detenido cuando se presentó en el hospital. Hussain insistió en que no se encontraba en el Reino Unido en el momento en que Banaz fue asesinada y que se trataba de un caso de confusión de identidad, pero los registros de prestaciones sociales del Reino Unido, así como las pruebas fotográficas de una detención anterior, demostraron lo contrario, y fue extraditado de nuevo a Inglaterra en marzo de 2010.

## Procedimiento legal
El primero de los tres juicios relacionados con el asesinato comenzó el 5 de marzo de 2007 en el Tribunal Penal Central, con una duración de 14 semanas.
Sulemani y la hermana de Banaz, Bekhal, testificaron por la acusación; en el periodo previo al juicio, ambos fueron objeto de amenazas e intimidación por parte de la comunidad kurda y quedaron bajo protección policial. Para proteger aún más su identidad, Bekhal compareció ante el tribunal vestida con una abaya y un nicab, que sólo se quitaba para el jurado cuando declaraba desde detrás de un biombo.
En junio de 2007, el padre y el tío de Banaz fueron declarados unánimemente culpables de asesinato y condenados a cadena perpetua, con una pena mínima de 20 y 23 años respectivamente; Mohammad Hama se declaró culpable de asesinato poco después del inicio del juicio y fue condenado a cadena perpetua, con una pena mínima de 17 años.
En noviembre de 2010, Mohammed Saleh Ali y Omar Hussain fueron declarados culpables de asesinato y condenados a cumplir una pena mínima de 22 y 21 años, respectivamente.
En diciembre de 2013, Dana Amin fue declarado culpable y condenado a ocho años de cárcel por ayudar a deshacerse del cadáver de Banaz. Amin impugnó tanto su condena como su pena; el recurso fue desestimado en septiembre de 2014.

## Hechos posteriores
El equipo de la Policía Metropolitana de Londres encargado de encontrar el cuerpo de Banaz y de abrir una causa contra los implicados en su asesinato ganó el Premio a la Investigación de Detectives por su trabajo; la inspectora jefe Caroline Goode fue galardonada con la Medalla de la Policía de la Reina por su labor al frente de la investigación.

### Comisión Independiente de Quejas contra la Policía
La Comisión Independiente de Quejas contra la Policía investigó la gestión del caso de Banaz por parte de la Policía Metropolitana y la Policía de West Midlands hasta su asesinato. La Comisión concluyó que Banaz había sido «defraudada» y que no se habían tomado en serio las amenazas de muerte que había denunciado. Nicola Williams, comisaria de la IPCC, ha declarado: "Banaz Mahmod era una joven que perdió la vida en circunstancias terribles [...] Está claro que la respuesta de la policía fue, en el mejor de los casos, desigual [...] Hubo retrasos en las investigaciones, una supervisión deficiente, falta de comprensión e insensibilidad".
Como resultado de su investigación, el IPCC recomendó que se amonestara por escrito a varios agentes de policía implicados en el caso y que dos agentes de la Policía Metropolitana comparecieran ante un tribunal disciplinario como consecuencia de los "peores fallos" detectados.

### Comisión disciplinaria
El panel disciplinario, cuya sesión estaba prevista para el 17 de noviembre de 2008, estaba relacionado con el incidente del 31 de diciembre de 2005, cuando Banaz dijo que su padre había intentado matarla, pero fue tachada de "manipuladora" y «melodramática» por la agente Angela Cornes, que acudió a la llamada. La comisión disciplinaria se abandonó antes de que pudiera reunirse, ya que el testigo clave, que se creía que era Rahmat, se negó a participar. Cornes, y su inspector supervisor, recibieron «palabras de consejo», la sanción disciplinaria más baja; posteriormente, Cornes fue ascendida.

### Rahmat Sulemani
Tras el asesinato de Banaz, Sulemani entró en el programa de protección de testigos. A pesar de que sus familiares en Irán estaban amenazados, testificó en los dos juicios por asesinato y tanto el juez Brian Barker como la policía reconocieron los riesgos que había corrido al hacerlo.
Refiriéndose a él como "uno de los dos verdaderos héroes" del caso, la DCI Caroline Goode dijo: "Sin él no habríamos sabido que Banaz había desaparecido [...] Arriesgó su vida para enfrentarse a toda su comunidad y, al hacerlo, renunció a todo y a todos los que conocía".
Sulemani tuvo dificultades para adaptarse a su nueva vida y a la naturaleza aislada de la protección de testigos, y parece que nunca se recuperó del asesinato de Banaz; se quitó la vida en 2016.